# 조던 스펜스
조던 제임스 스펜스(Jordan James Spence, 1990년 5월 24일 ~ )는 잉글랜드의 전 축구 선수이며, 현역 시절 주로 오른쪽 풀백으로 뛰었으며, 센터백도 소화 가능했다. 잉글랜드의 다양한 연령별 대표팀에 출전을 했고 주장을 맡기도 했다.
2014년 6월, 나오미 스콧과 결혼하였다.

## 수상 경력

### 클럽
밀턴킨스 던스
- 풋볼 리그 원 준우승: 2014–15[1]